# 고가쿠라촌
고가쿠라촌(小ヶ倉村)은 나가사키현 니시소노기군에 있던 촌이다. 1938년에 고사카키촌, 도이노쿠비촌, 니시우라카미촌과 함께 나가사키시에 편입되었다.
현재의 나가사키시 고가쿠라 지구 및, 주오지구의 일부에 해당한다.

## 지리
노모 반도(나가사키 반도)의 북부에 위치한다.

## 역사
- 1889년 4월 1일 - 정촌제 시행에 의해 니시소노기군 고가쿠라촌이 성립하였다.
- 1921년 - 촌내에서 콜레라 환자가 9명이 발생해. 그 중 4명이 사망하였다
- 1938년 4월 1일 - 고사카키촌, 도이노쿠비촌, 니시우라카미촌과 함께 나가사키시에 편입해 니시우라카미촌은 지자체에서 폐지되었다.,

## 참고문헌
- 角川日本地名大辞典 42 長崎県
- 西彼杵郡現勢一班「小ヶ倉村現勢概要」（1926年）国立国会図書館デジタルコレクション
- 市域の変遷（長崎市例規集）